# Neviano
Neviano (Nianu in dialetto salentino) è un comune italiano di 4 805 abitanti  della provincia di Lecce in Puglia.
È situato nel versante sud-occidentale del Salento, nel territorio delle serre salentine.

## Geografia fisica

### Territorio
Neviano sorge sulle propaggini settentrionali della serre salentine a 108 m s.l.m. Il moderno centro urbano si è sviluppato nel corso del XX secolo verso ovest, nell'area più pianeggiante, creando una separazione con il centro storico posizionato a una quota leggermente superiore. Il territorio si caratterizza per essere fortemente carsico ed è privo di corsi d'acqua di superficie; le acque pluviali filtrano nel terreno e alimentano la falda acquifera, particolarmente ricca.
Il comune, che si estende su una superficie di 16,06 km², è compreso tra gli 80 m s.l.m. (altezza minima) e i 180 m s.l.m. (altezza massima). L'agro nevianese è quasi del tutto coltivato; le colture principali sono l'olivo e la vite dal quale si producono l'olio Terra d'Otranto e pregiati vini che caratterizzano l'economia locale. Il territorio del comune confina a nord con i comuni di Galatone, Seclì e Aradeo, a est con il comune di Cutrofiano, a sud con i comuni di Collepasso e Parabita, a ovest con i comuni di Tuglie e Sannicola.
- Classificazione sismica: zona 4 (sismicità molto bassa), Ordinanza PCM n. 3274 del 20/03/2003

### Clima
La stazione meteorologica di riferimento è quella di Lecce Galatina.
Dal punto di vista meteorologico Neviano rientra nel territorio del basso Salento che presenta clima mediterraneo con inverni miti ed estati caldo umide. In base alle medie di riferimento, la temperatura media del mese più freddo, gennaio, si attesta attorno ai +9 °C, mentre quella del mese più caldo, agosto, si aggira sui +25,1 °C. Le precipitazioni medie annue, che si aggirano intorno ai 676 mm, presentano un minimo in primavera-estate e un picco in autunno-inverno. Facendo riferimento alla ventosità, i comuni del basso Salento risentono debolmente delle correnti occidentali grazie alla protezione determinata dalle serre salentine che creano un sistema a scudo. Al contrario le correnti autunnali e invernali da sud-est, favoriscono in parte l'incremento delle precipitazioni, in questo periodo, rispetto al resto della penisola.
| Neviano                    | Mesi | Mesi | Mesi | Mesi | Mesi | Mesi | Mesi | Mesi | Mesi | Mesi | Mesi | Mesi | Stagioni | Stagioni | Stagioni | Stagioni | Anno |
| Neviano                    | Gen  | Feb  | Mar  | Apr  | Mag  | Giu  | Lug  | Ago  | Set  | Ott  | Nov  | Dic  | Inv      | Pri      | Est      | Aut      | Anno |
| -------------------------- | ---- | ---- | ---- | ---- | ---- | ---- | ---- | ---- | ---- | ---- | ---- | ---- | -------- | -------- | -------- | -------- | ---- |
| T. max. media (°C)         | 12,4 | 13,0 | 14,8 | 18,1 | 22,6 | 27,0 | 29,8 | 30,0 | 26,4 | 21,7 | 17,4 | 14,1 | 13,2     | 18,5     | 28,9     | 21,8     | 20,6 |
| T. min. media (°C)         | 5,6  | 5,8  | 7,3  | 9,6  | 13,3 | 17,2 | 19,8 | 20,1 | 17,4 | 13,7 | 10,1 | 7,3  | 6,2      | 10,1     | 19,0     | 13,7     | 12,3 |
| Precipitazioni (mm)        | 80   | 60   | 70   | 40   | 29   | 21   | 14   | 21   | 53   | 96   | 109  | 83   | 223      | 139      | 56       | 258      | 676  |
| Umidità relativa media (%) | 79,0 | 78,9 | 78,6 | 77,8 | 75,7 | 71,1 | 68,4 | 70,2 | 75,4 | 79,3 | 80,8 | 80,4 | 79,4     | 77,4     | 69,9     | 78,5     | 76,3 |

- Classificazione climatica di Neviano:[5]
  - Zona climatica: C
  - Gradi giorno: 1288

## Storia
Neviano, come tutta l'area della provincia, ha origini legate alla preistoria, perché l'intera Puglia presenta insediamenti umani sin dal periodo paleolitico.
Secondo la tradizione, il paese è stato fondato da alcuni fuggiaschi (famiglia Simone) del casale di Fulcignano che, persa la battaglia con Galatone, si rifugiarono nelle campagne circostanti fondando nuovi centri. I primi documenti scritti testimoniano l'esistenza di Neviano già nel XII secolo quando Tancredi, re di Sicilia e conte di Lecce, unì il casale nevianese alla contea di Lecce. Si ipotizza anche che le origini risalgono ai Greci ai quali seguirono i romani e i bizantini. L'origine del nome potrebbe derivare dalla desinenza latina "Niveo" (rappresentativo del punto nevoso) da cui il volgo ne ha derivato "Niano", diventato poi Neviano. Tale ipotesi è avvalorata dalla presenza di numerose neviere, una sorta di moderni freezer per la conservazione della neve. Il toponimo potrebbe anche essere un prediale, dal nome di un valoroso militare chiamato "Nevius" che distinguendosi nella battaglia dei "Campi Latini" (Campi Latini è un toponimo locale derivante secondo la tradizione dal fatto che durante la guerra contro Pirro, truppe romane si accamparono in questa zona) gli fu fatto dono delle terre che per derivazione da "Nevius" e "anus" (terra di Nevio) furono conosciute con il nome di Neviano.
Fonti scritte più attendibili vengono riportate dai registri angioini in cui Neviano, nel 1269 essendo rimasto dalla parte di Carlo I d'Angiò anche in seguito all'arrivo di Corradino di Svevia, insieme con il Casale di Macugno venne dato ai fratelli Teobaldo e Rodolfo Bellerio. A partire dal XIV secolo i casali di Neviano e Macugno passarono agli Amendolia, ai Minutoli Capece, agli Orsini Del Balzo (1463), ai Di Capua (1525), ai Pirelli (1608) e ai Cicinelli (1696), i quali li cedettero in subfeudo ai Piccioli che assunsero il titolo di baroni fino al 1806, quando la feudalità fu abolita. Quanto alla popolazione i primi dati sono del 1532: Neviano fu tassata per 27 fuochi (nuclei familiari) che divennero 65 nel 1595. Con il censimento francese del 1804 Neviano risultò di 700 abitanti; 1.725 nel censimento italiano del 1881; 3.365 nel censimento del 1911.

### Simboli
Lo stemma e il gonfalone sono così descritti dall'art. 6 dello statuto comunale:
Stemma
Gonfalone

## Monumenti e luoghi d'interesse

### Architetture religiose

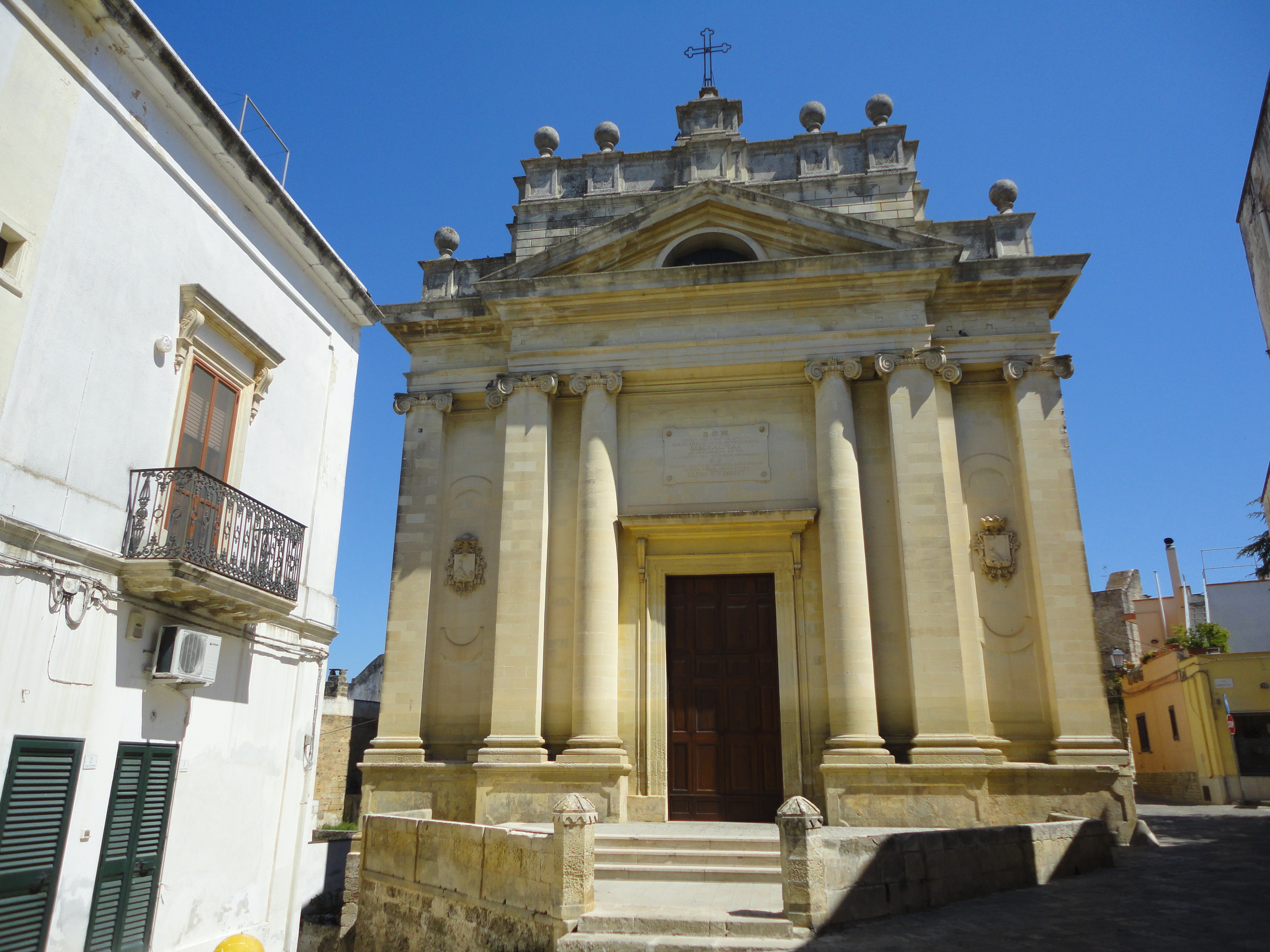
Chiesa madre

- Chiesa madre di San Michele Arcangelo

La chiesa madre di San Michele Arcangelo è una costruzione della seconda metà del XIX secolo. Ingloba l'originario edificio sacro cinquecentesco che attualmente costituisce il transetto. Presenta una sobria facciata neoclassica costituita da un unico portale d'accesso inquadrato da due coppie di colonne con capitelli ionici che sorreggono l'architrave e il timpano. Il prospetto laterale è caratterizzato da un bassorilievo di san Cristoforo. L'interno, a croce latina con presbiterio, possiede una copertura a botte; nell'incrocio tra i bracci del transetto e della navata si innalza una grande cupola. L'aula è scandita da cinque cappelle, due sul lato destro e tre sul lato sinistro, ospitanti altrettanti altari con relative tele ottocentesche, dedicati all'Immacolata Concezione, ai santi Medici, a san Giovanni Battista, a sant'Oronzo e a san Donato. Il transetto ospita gli altari di san Michele Arcangelo e della Madonna della Neve. L'abside accoglie l'altare maggiore e un altorilievo raffigurante la Crocifissione.

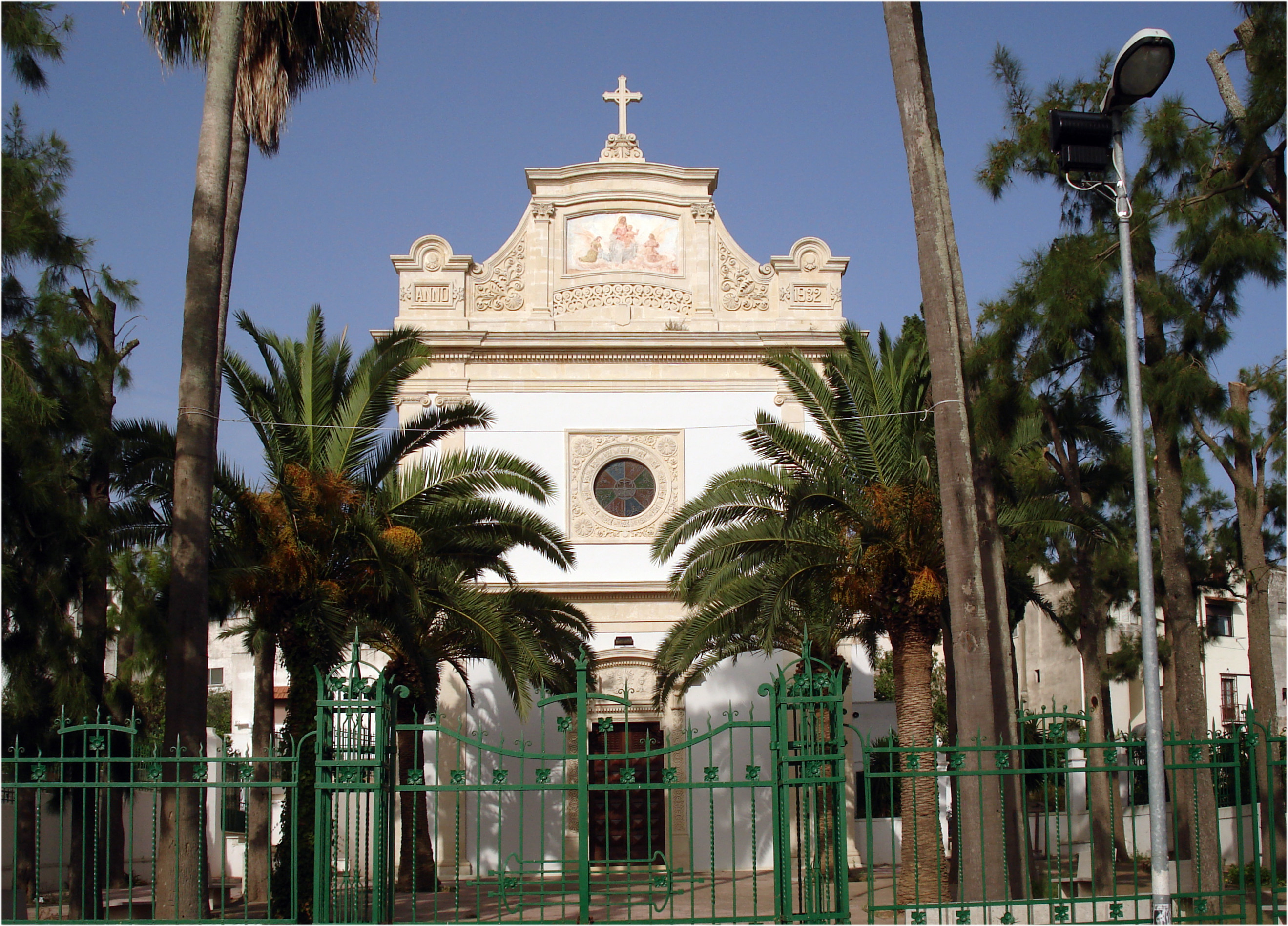
Santuario della Madonna delle Nevi

- Santuario della Madonna delle Nevi

Il santuario della Madonna delle Nevi, un tempo chiamato Santa Maria dei Casili, risale alla prima metà del XVII secolo e la sua costruzione è legata ad una leggenda che ancora si tramanda oralmente. Secondo la tradizione due mercanti gallipolini, sorpresi da un temporale, si rifugiarono in una grotta e vi passarono la notte. Il mattino seguente ripresero il loro cammino ma il quadro della Madonna delle Nevi che portavano con loro rimase incastrato nella roccia. Quel segno fu interpretato come un volere della Vergine di restare a Neviano e venne dunque edificato un tempio. L'edificio presenta un prospetto diviso in due ordini da una cornice ed è sormontato da un timpano. Inquadrato da due alte paraste, è caratterizzato da un portale architravato posto in asse con un rosone finemente decorato da una cornice. L'interno, a navata unica, ospita due altari laterali, dedicati al Cuore di Gesù e a santa Filomena, e l'altare maggiore sormontato da una grande tela della Madonna delle Nevi, opera del pittore Raffaello Salines del 1837 e da un mosaico che ricorda la storia della fondazione del santuario.
- Chiesa di San Giuseppe Patriarca

La chiesa di San Giuseppe Patriarca fu edificata nel XVIII secolo su una cappella preesistente, sede dell’antica confraternita del santo che nel paese esisteva già nella seconda metà del settecento. Originariamente, l’attuale chiesa, costituiva un unico blocco con l’adiacente palazzo Maruccio. Le prime notizie sulla Confraternita si hanno con un documento del 1762 che portava il timbro di Ferdinando II, re delle II Sicilie. Pare infatti, che a quel tempo, l'attività delle congregazioni fosse controllata dello Stato. La facciata, rifatta nel 1930, è inquadrata da due coppie di paraste e da un'aggettante trabeazione al di sopra della quale si innalza un fastigio curvilineo contenente un bassorilievo in maiolica raffigurante san Giuseppe. L'interno presenta un'unica navata con altare maggiore e un altare laterale dedicato al Santissimo Sacramento. 
- Abbazia di San Nicola di Macugno

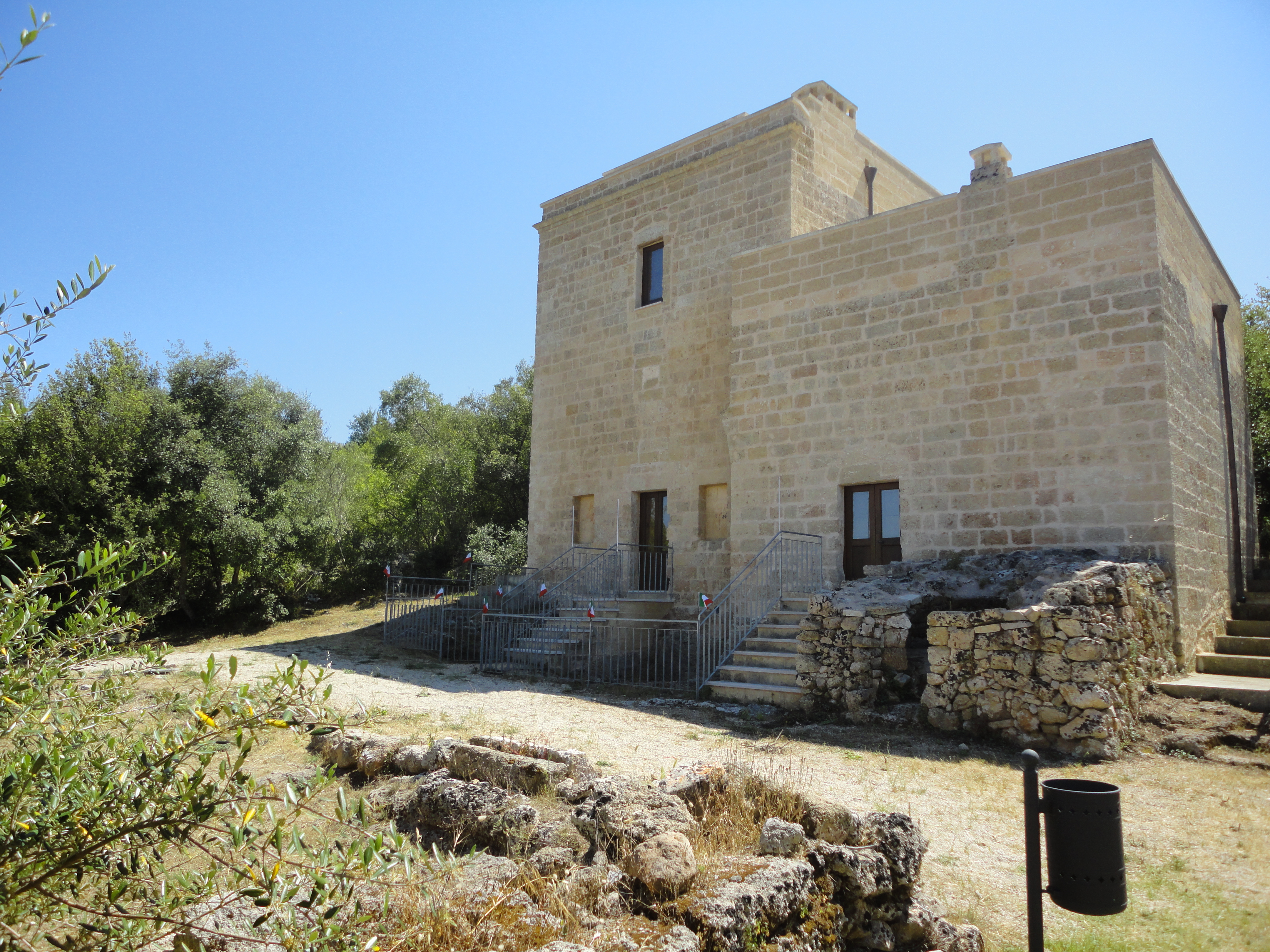
Abbazia di San Nicola di Macugno

L'abbazia di San Nicola di Macugno sorge a circa 2,5 km in direzione sud-est dell'abitato di Neviano e rappresenta una testimonianza dell'esistenza dell'antico casale di Macugno. L'abbazia viene censita nel 1378 quale pertinenza di Neviano. Del complesso rimangono due grotte scavate nella roccia, una integra e l'altra semi crollata, una torre fortificata con a lato un ampio locale con volta a botte, due silo, due forni di cui uno realizzato con pietre a secco, una grande cisterna a forma di campana ed una strada carraia che presenta dei solchi molto profondi a testimonianza dell'alta frequentazione del sito sin da tempi remoti. Sulla facciata della torre vi sono due piccole nicchie affrescate poste ai lati della porta d'ingresso, a sinistra san Nicola e a destra santa Lucia.
Ad ovest dell'antico casale è ancora presente un tratto delle mura medievali (denominate “paretone”) che oltre a delimitare e proteggere l'insediamento, svolgevano probabilmente, anche una funzione di terrazzamento a tutela delle grotte. Il territorio è segnato da numerosi muri a secco (circa 140 chilometri) e dalla presenza di moltissime costruzioni in pietra, come i furnieddhi (sono stati censiti in numero di 436), che caratterizzano la zona come "Paesaggio della pietra". Tutta l'area dell'insediamento, recentemente recuperata e resa fruibile anche con la realizzazione di una pista ciclabile, è sede del Laboratorio eco-museale del Paesaggio delle Serre della città di Neviano finanziato dal Consorzio Universitario Interprovinciale Salentino.
- Chiesa della Madonna della Croce

La chiesa rupestre della Madonna della Croce è una costruzione rurale realizzata con pietre a secco nel XVII secolo. Presenta una volta a botte e sulla parete di fondo è affrescata l'immagine della Deposizione dalla Croce.

### Architetture civili
Palazzo Romano-Tafuri-Moschettini o Palazzo Tafuri
È una delle più importanti dimore signorili di Neviano, riconosciuto di particolare pregio storico-nazionale con D.M. del 30/10/1990 dal Ministro per i Beni Culturali ed Ambientali. È ubicata in Piazza Vittorio Emanuele, risale al XVI secolo. Il portone di ingresso al Palazzo è sormontato dallo stemma dell'originario proprietario, il Marchese Dott. Antonio Romano, che si distinse per cultura e umanità.
Morì nel 1819 e fu seppellito nella Chiesa di San Michele Arcangelo, in Neviano, come riportato nella dichiarazione di morte dal Curato d'epoca Arciprete Achille Perillo, che scrive testualmente: "Corpus eius sepultum fuit in hac Parochiali Ecclesia". La baronessa Antonietta Romano, figlia del March. Antonio Romano, sposa il nobile Bar. Pasquale Tafuri che in seguito al matrimonio si trasferì nel piccolo paese. Dal matrimonio Tafuri - Romano nacquero due figli: Arturo Tafuri, avvocato e annoverato tra i più grandi poeti del Salento di fine Ottocento e Carmelo Tafuri, musicista e letterato.
La cappella del palazzo è dedicata a San Liborio, la cui effigie era raffigurata su un’importante pala seicentesca posizionata sopra l’altare e successivamente rimossa.  Ancora oggi, una piccola lapide sul prospetto del palazzo sovrasta l’ingresso della cappella: “Qui non si gode immunità”, si legge. Si tratta di un residuo storico di un antico privilegio riservato ai luoghi di culto pubblico, in forza del quale se una persona si nascondeva in quella Chiesa non poteva essere perseguitata o arrestata, perché il tempio, come luogo pubblico, era considerato extra-territoriale. Successivamente la cappella ebbe il privilegio di cappella pubblica ed infatti l’accesso dalla strada venne aperto in occasione della celebrazione della messa ed in occasione della festa del santo patrono, San Michele Arcangelo, la cui statua effettuava ritualmente una sosta davanti alla cappella stessa durante la processione.  Nel palazzo sono state custodite in una teca, sino ai primi del 1950, le spoglie di San Valeriano Martire tramandate dai Romano ai Tafuri nel corso dei secoli. In punto di morte le spoglie del Santo furono poi donate alla Chiesa di San Michele Arcangelo.
Sul retro del Palazzo si articola un ampio giardino con rampe di accesso al piano superiore e alle terrazze. Nel giardino figurano due grandi nicchie affrescate da maestranze locali, una di esse raffigura la Pietà su uno sfondo paesaggistico; in alto si nota una schiera di cherubini e ai lati, la gloria dei Santi.
Palazzo del Municipio
Un elegante palazzotto dei primi del '900, ristrutturato negli anni '50, caratterizzato da motivi architettonici in stile Liberty.

### Architetture militari
- Castello di Neviano, anche noto come castello baronale Orsini Del Balzo.

Il primo nucleo del castello fu voluto nella prima metà del XV secolo da Giovanni Antonio Orsini Del Balzo per difendere l'abitato dalle incursioni nemiche provenienti dal mare e dalle vallate circostanti. Subì radicali trasformazioni nel corso del Seicento, con l'aggiunta di nuovi vani, ed era circondato da un fossato. L'edificio presenta tutti gli elementi tipici delle fortezze; è infatti dotato di piombatoie, feritoie e termina con una cornice sostenuta da beccatelli. L'interno ospita ampie stanze distribuite su due piani. Parte della struttura fu demolita negli anni Settanta del Novecento perché ritenuta pericolante.
- Via Pozzi Vecchi

Si trova nel centro storico del paese e risale alla fine dell'800. Unisce la parte alta con la parte bassa di Neviano, dalla quale si può raggiungere l'Oratorio Parrocchiale e il Santuario di S. Maria delle Nevi. È chiamata così perché lungo la sua estensione si incontravano numerosi pozzi dai quali un tempo si attingeva l'acqua. Oggi, di quei pozzi, ne è rimasto solo uno all'interno del parco dell'oratorio. La suggestività di questa strada ha ispirato molti pittori che l'hanno immortalata sulla tela. 

## Società

### Evoluzione demografica
Abitanti censiti

### Etnie e minoranze straniere
Al 31 dicembre 2017 a Neviano risultano residenti 75 cittadini stranieri. Le nazionalità principali sono:

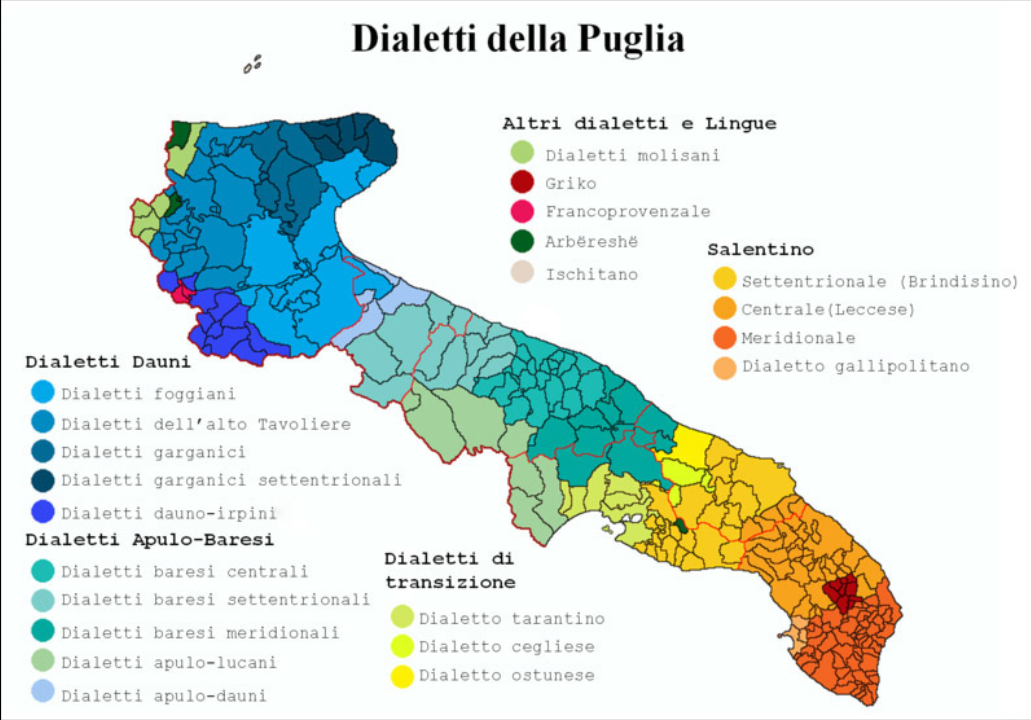
Dialetti pugliesi

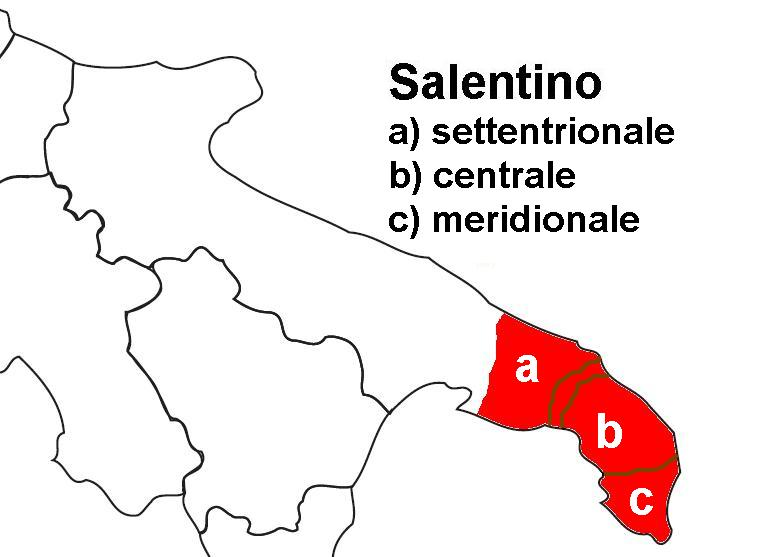
Diffusione del dialetto salentino

- Romania - 30

### Lingue e dialetti
Il dialetto parlato a Neviano è il dialetto salentino nella sua variante centrale che corrisponde al dialetto leccese. Il dialetto salentino si presenta carico di influenze riconducibili alle dominazioni e ai popoli stabilitisi in questi territori che si sono susseguite nei secoli: messapi, greci, romani, bizantini, longobardi, normanni, albanesi, francesi, spagnoli.

### Religione
La religione più diffusa è il cattolicesimo. Il comune è incluso nella diocesi di Nardò-Gallipoli e suddiviso nelle parrocchie di San Michele Arcangelo e di San Giuseppe da Copertino. Vi ha sede inoltre l'istituto religioso delle suore Adoratrici del Preziosissimo Sangue di Cristo.

## Cultura

### Eventi
- Festa e fiera dei santi Medici Cosma e Damiano - quinto giovedì dopo Pasqua
- Festa dell'Emigrante - 1 agosto
- Festa e fiera della Madonna delle Nevi - 4 - 5 e 6 agosto
- Festa di San Michele Arcangelo - 28 - 29 settembre

## Economia
Nell'ambito dell'economia regionale i settori tradizionali dell'economia di Neviano sono l'agricoltura e l'industria di trasformazione ad essa legata. Importanti sono le coltivazioni di ulivo e vite con produzione olio extravergine d'oliva e vini rossi e rosati. La coltivazione di ortaggi è presente mentre è del tutto scomparsa quella del tabacco. Negli ultimi anni si è sviluppato il settore turistico con una crescita notevole delle presenze turistiche nel Salento. Esiste un nascente settore industriale.

## Infrastrutture e trasporti

### Strade
I collegamenti stradali principali sono rappresentati da:
- Strada statale 101 Salentina di Gallipoli; Lecce-Gallipoli uscita per Galatone-Seclì-Neviano-Aradeo
- Strada statale 101 Salentina di Gallipoli; Lecce-Gallipoli uscita per Sannicola

Il centro è anche raggiungibile dalle strade provinciali interne: SP42 Seclì-Neviano-Collepasso, SP50 Sannicola-Aradeo intersezione con SP42, SP196 Neviano-Tuglie, SP271 Neviano-intersezione con SP41 Collepasso-Galatina.

### Ferrovie
La stazione ferroviaria più vicina è quella di Seclì-Neviano-Aradeo posta lungo la linea Novoli-Gagliano del Capo delle Ferrovie del Sud Est.

## Amministrazione
Di seguito è presentata una tabella relativa alle amministrazioni che si sono succedute in questo comune.
| Periodo           | Periodo           | Primo cittadino          | Partito              | Carica              | Note   |
| ----------------- | ----------------- | ------------------------ | -------------------- | ------------------- | ------ |
| 15 ottobre 1988   | 7 giugno 1993     | Ennio Fonte              | Democrazia Cristiana | Sindaco             | [ 15 ] |
| 7 giugno 1993     | 25 marzo 1995     | Antonio Carrisi          | Democrazia Cristiana | Sindaco             | [ 15 ] |
| 25 marzo 1995     | 20 novembre 1995  | Nicola Russo             |                      | Comm. pref.         | [ 15 ] |
| 20 novembre 1995  | 17 aprile 2000    | Aldo Mastria             | centro-sinistra      | Sindaco             | [ 15 ] |
| 17 aprile 2000    | 30 settembre 2004 | Antonio Michele Megha    | centro-destra        | Sindaco             | [ 15 ] |
| 13 dicembre 2004  | 5 aprile 2005     | Daniela Lupo             |                      | Comm. straordinario | [ 15 ] |
| 5 aprile 2005     | 30 marzo 2010     | Giorgio Cuppone          | lista civica         | Sindaco             | [ 15 ] |
| 30 marzo 2010     | 2 giugno 2015     | Silvana Cafaro           | lista civica         | Sindaco             | [ 15 ] |
| 2 giugno 2015     | 31 agosto 2020    | Silvana Cafaro           | lista civica         | Sindaco             | [ 15 ] |
| 31 agosto 2020    | 21 settembre 2020 | Paola Mauro              |                      | Comm. pref.         | [ 15 ] |
| 21 settembre 2020 | 4 agosto 2022     | Fiorella Mastria         | lista civica         | Sindaco             | [ 15 ] |
| 4 agosto 2022     | 9 giugno 2024     | Vincenzo Lubrano         |                      | Comm. pref.         | [ 15 ] |
| 9 giugno 2024     | in carica         | Giuseppe Antonio Mighali | lista civica         | Sindaco             | [ 15 ] |

## Sport

### Calcio
La squadra di calcio locale è il Real Neviano, che milita nel girone C pugliese di Seconda Categoria.